# 富图纳岛 (瓦努阿图)
富图纳岛是瓦努阿图塔菲亚省的一个岛屿。它是该国最东端的岛屿，是由于火山爆发形成的。它有时也叫做西富图纳岛，以区别于瓦利斯和富图纳的富图纳岛。
该岛上有5个村庄：
- Iasoa
- Ipao
- Matin'gi
- Napoua
- Mohoun'gha